# 간접 요금제
간접 요금제란 서비스 이용자가 요금을 지불하지 않아도 서비스 제공자에게 수익이 발생하는 비지니스 모델이다. 즉 서비스 이용자가 증가하면 서비스 제공자의 수익이 증가하는 선순환 구조로 제공자는 더 많은 이용자를 모으기 위해 서비스를 개선하게 되고 이용자는 서비스를 이용해 주는 것으로 이용 요금을 대신한다.

## 기존의 간접 요금의 종류
- TV방송국의 시청률과 광고수익
- 인터넷 신문의 무료구독
- 인터넷 포털 사이트와 광고수익
  - 무료 웹메일
  - 무료 검색
  - 무료 동영상 관람

## 모바일 결제와 통신료 간접 요금제의 가능성
- 휴대폰은 전국민의 필수 휴대품으로 개인 결제단말기로 최적이다.
- 블루오션으로 떠오르는 모바일 결제 시장에 인터넷기업, 스마트폰 제조사,이동통신사,카드사들이 앞다퉈 시장에 진출하고 있다
- 사용자는 안전성,편리성에 사용자의 이익이 되는 것을 선호한다.

### 전자지갑형 모바일 결제 시스템
- 안드로이드폰: 구글월릿(Google Wallet)
- 애플 아이폰 : 출시 예정인 아이폰5
- MS의 윈도폰
- 스마트폰 운영체제(OS)개발사 주도로 전자지갑형 결제 기능을 장착
- 스마트폰의 저장장치(USIM)에 신용카드정보가 보관됨으로 보안위협이 있고 사용자의 인식변화가 과제

### 스마트금고형 모바일 결제 시스템
- 휴대폰 가입자의 개인정보와 결제정보를 확보하고 있는 이동통신사가 주도함
- 서버 기반 컴퓨팅의 모바일 결제 시스템으로 분실・도난 악성코드 감염으로부터 안전

## 대한민국 내 결제 시장 규모

### 2010년 결제 규모
- 한국은행이 발표한 2010년 3분기 중 지급결제동향에 따르면 올 3분기 전체 카드 결제는 하루 평균 2088만8000건에 1조5000억원 규모이다
- 여신금융협회가 2011년5월4일 발표한 민간소비지출 중 신용카드 결제 비중은 57%이다

- 하루 평균 민간소비지출 결제 비중

|      | 카드 결제 | 현금 결제  | 합 계       |
| ---- | --------- | ---------- | ----------- |
| 비율 | 57%       | 43%        | 100%        |
| 금액 | 1조5천억  | 1조천3백억 | 2조6천3백억 |

## 이동통신사의 수익구조
- 이동통신사의 수익구조가 현재의 음성통신료와 데이터통신료에 상당부분 의존하는 한 직접 사용자의 통신요금 부담은 피할 수 없다. 그러나 블루오션인 모바일 결제 시장에서 이동통신사가 주도하여 하루 2조6천억 규모에 이르는 현금과 카드 결제를 대체할 수익 모델이 실현되면 이동통신사는 수익기반을 통신료에 의지하지 않아도 되고, 사용자는 휴대폰으로 결제를 하는 것만으로 통신서비스를 무료로 사용하는 간접 요금제가 실현될 수 있다.

- 이동통신사 시장 점유율 2011년7월 방송통신위 통계

|        | SKT      | KT       | LGU+    | 전체     |
| ------ | -------- | -------- | ------- | -------- |
| 비율   | 50.6%    | 31.7%    | 17.7%   | 100%     |
| 가입자 | 2621만명 | 1642만명 | 915만명 | 5178만명 |

## 간접 요금제의 파급효과
- 이동통신사는 수익기반을 통신료에 의지하지 않아도 되므로 무제한 데이터 요금제 보다는 대부분의 사람이 혜택될 누진 요금제를 적용하여 헤비 유저를 억제하고, 데이터 트래픽의 폭증을 억제할 수 있다.
- 사용자는 편리하고, 안전하게 휴대폰으로 결제를 하고 결제 실적에 따라 포인트를 쌓아 통신요금을 해결한다. 또한 소득공제의 세금혜택도 누리게 된다.
- 정부는 현금 결제하던 43%가 모바일 결제를 이용하면 사업자의 매출이 투명해지므로 세수익이 증가하게 된다.

## 같이 보기
- 스마트 금고
- 전자지갑
- 서버 기반 컴퓨팅